# ジョー・マドン
- ジョー・マッドン

ジョセフ・ジョン・マドン・ジュニア（Joseph John Maddon Jr., 1954年2月8日 - ）は、アメリカ合衆国ペンシルベニア州ヘイズルトン出身の元プロ野球選手（捕手）、監督。右投右打。
タンパベイ・レイズの監督としては「レイズ旋風」を巻き起こし、またシカゴ・カブスの監督としてはカブスとカブスファン達を長年に渡って苦しめ続けた「ビリーゴートの呪い」を解いた監督として知られ、これらの偉業を達成した実績から現代MLBを代表する知将名将として認識されている。最優秀監督賞を3度受賞している。

## 経歴
ラファイエット大学では野球とアメリカンフットボールをプレーし、1976年に卒業。カリフォルニア・エンゼルスのマイナーで捕手としてプレーをしたもののメジャー昇格をすることのないまま1979年の出場を最後に現役を引退し、その後選手時代を含め31年間エンゼルスの組織に所属した。スカウト、打撃インストラクター、マイナーリーグの監督などを経て、1996年から2005年までエンゼルスのベンチコーチを務めた。また1996年と1999年には代理監督を数試合務めている。2002年にはマイク・ソーシア監督の下でワールドシリーズ制覇に貢献した。
2004年のシーズン前にはボストン・レッドソックスの監督候補となっていたが、結局テリー・フランコーナが選出され監督就任はならなかった。2005年11月5日にルー・ピネラの後任としてタンパベイ・デビルレイズ監督に就任。監督就任1年目の2006年は2002年以来4年ぶりとなる、球団史上ワースト2位の101敗を喫し、2007年には66勝96敗・借金30でMLB最低勝率（.407）となったが、2008年はチーム名を、それまでのデビルレイズ（Devil Rays 海洋生物のオニイトマキエイ）からレイズ（Ray 光、陽光の複数Rays）に改称した。このレギュラーシーズンにチームは開幕から快進撃を続け、球団創設11年目で初の地区優勝を果たすと、ポストシーズンでも勢いを保ったまま一気にプレーオフを勝ち上がりアメリカンリーグ優勝も果たし、遂にワールドシリーズへ進出を決めた。ワールドシリーズでは、日本球界で助っ人として活躍したチャーリー・マニエル監督率いるフィラデルフィア・フィリーズに敗れ、世界一にはなれなかったものの、監督としての手腕が評価され2008年のアメリカンリーグ最優秀監督に選出された。
2011年、監督としての手腕が評価され、同年のアメリカンリーグ最優秀監督に選出された。
2012年2月、監督としての契約を2015年まで3年間延長した。
2014年10月24日、レイズから退団が発表された。2015年が契約最終年だったが、本人の希望で契約を解除した。

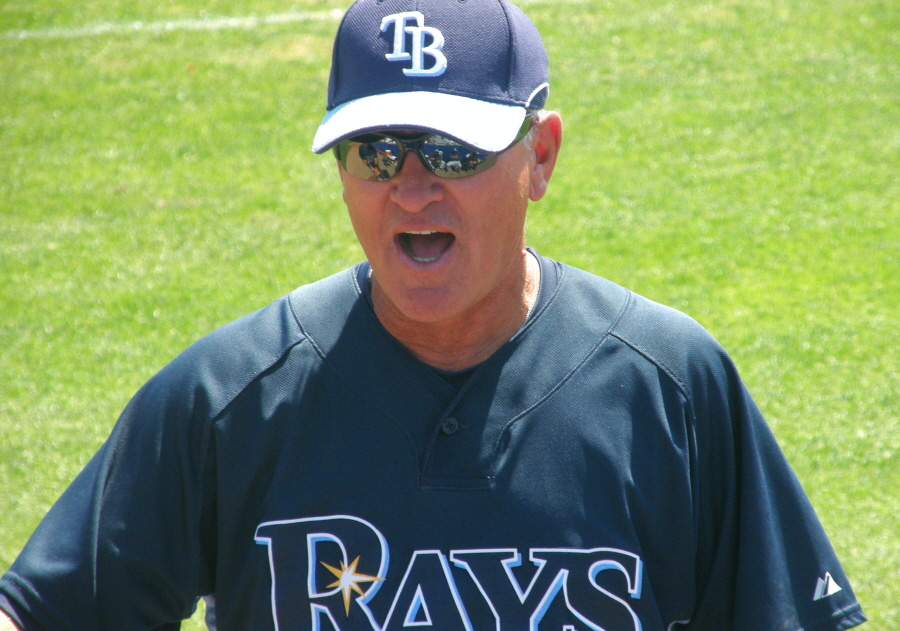
タンパベイ・レイズでの監督時代

2014年10月31日、シカゴ・カブスから新監督に迎えると発表された。
2015年はカブスを地区3位ながらナショナルリーグチャンピオンシップシリーズに進出した手腕を評価され、ナショナルリーグ最優秀監督賞（アメリカンリーグを含めて通算3度目）を受賞した。

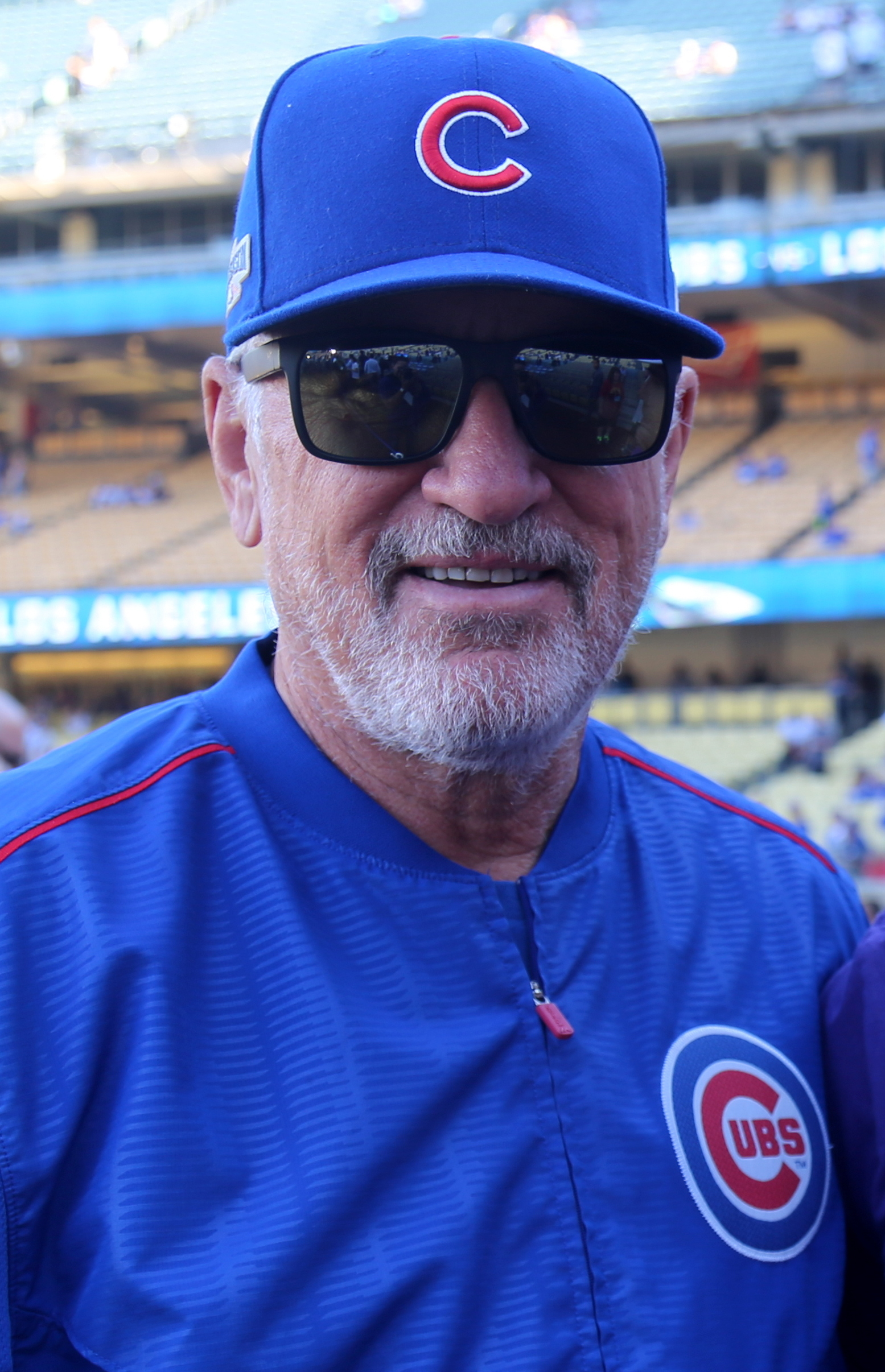
シカゴ・カブスでの監督時代
(2016年10月20日)

2016年は、71年ぶりのナショナルリーグ優勝、そして、長年に渡ってカブスとカブスファン達を苦しめ続けたきた「ヤギの呪い」リグレー・フィールド#ヤギの呪いを打ち破り、チームを108年振りのワールドシリーズ制覇へ導いた。
2017年に史上63人目となる監督通算1000勝を達成。
2018年は7月から地区首位だったが、161試合目でミルウォーキー・ブルワーズに並ばれ、163試合目の地区優勝決定戦で敗れて、地区優勝を逃して、ワイルドカードでプレーオフ進出となった。ワイルドカードゲームでコロラド・ロッキーズに敗れた。
2019年は主力に故障者が相次ぎ、ナ・リーグ中地区3位で5年ぶりにプレーオフ進出を逃した。9月29日に2015年から指揮を執ってきた監督を契約満了で退任することを発表した。退任に際しては「素晴らしい5年間だった」と話した。
2020年シーズンからはロサンゼルス・エンゼルスの監督を務める。
2022年シーズンは5月中旬まで首位と好調だったが、5月25日から6月6日まで同一シーズンではチームワーストタイとなる12連敗を喫し、6月7日に解任された。

## 監督としての特徴
常識にとらわれず、多様な戦術を持っている。
- 投手の打順が8番[9]。
- 内外野を守るユーティリティープレイヤーを毎試合のように先発起用（ベン・ゾブリスト、イアン・ハップ等）
- 外野手4人シフト（2017年8月14日、シンシナティ・レッズ戦）[10]。
- 投手の外野守備により1試合に2度登板させる（トラビス・ウッド、スティーブ・シシェック等）[11][12]。
- リーグ優勝争いが予想される強打者とシーズン序盤から勝負を避ける（2016年5月、ブライス・ハーパーに対して4連戦で14四死球）[13]。

## 詳細情報

### 年度別監督成績
| 年 度     | 球 団     | 地 区     | 年 齢     | 試 合 | 勝 利 | 敗 戦 | 勝 率 | 順 位 / チーム数 | 備 考    | ポストシーズン 勝敗 |
| --------- | --------- | --------- | --------- | ----- | ----- | ----- | ----- | ---------------- | -------- | ------------------- |
| 1996      | CAL       | AL 西     | 42歳      | 22    | 8     | 14    | .364  | 4 / 4            | 監督代行 |                     |
| 1999      | ANA       | AL 西     | 45歳      | 29    | 19    | 10    | .655  | 4 / 4            | 監督代行 |                     |
| 2006      | TB        | AL 東     | 52歳      | 162   | 61    | 101   | .377  | 5 / 5            |          |                     |
| 2007      | TB        | AL 東     | 53歳      | 162   | 66    | 96    | .407  | 5 / 5            |          |                     |
| 2008      | TB        | AL 東     | 54歳      | 162   | 97    | 65    | .599  | 1 / 5            | WS敗退   | 8勝8敗              |
| 2009      | TB        | AL 東     | 55歳      | 162   | 84    | 78    | .519  | 3 / 5            |          |                     |
| 2010      | TB        | AL 東     | 56歳      | 162   | 96    | 66    | .593  | 1 / 5            | ALDS敗退 | 2勝3敗              |
| 2011      | TB        | AL 東     | 57歳      | 162   | 91    | 71    | .562  | 2 / 5            | ALDS敗退 | 1勝3敗              |
| 2012      | TB        | AL 東     | 58歳      | 162   | 90    | 72    | .556  | 3 / 5            |          |                     |
| 2013      | TB        | AL 東     | 59歳      | 163   | 92    | 71    | .564  | 2 / 5            | ALDS敗退 | 2勝3敗              |
| 2014      | TB        | AL 東     | 60歳      | 162   | 77    | 85    | .475  | 4 / 5            |          |                     |
| 2015      | CHC       | NL 中     | 61歳      | 162   | 97    | 65    | .599  | 3 / 5            | NLCS敗退 | 4勝5敗              |
| 2016      | CHC       | NL 中     | 62歳      | 162   | 103   | 58    | .640  | 1 / 5            | WS優勝   | 11勝6敗             |
| 2017      | CHC       | NL 中     | 63歳      | 162   | 92    | 70    | .568  | 1 / 5            | NLCS敗退 | 4勝6敗              |
| 2018      | CHC       | NL 中     | 64歳      | 163   | 95    | 68    | .583  | 2 / 5            | NLWC敗退 | 0勝1敗              |
| 2019      | CHC       | NL 中     | 65歳      | 162   | 84    | 78    | .519  | 3 / 5            |          |                     |
| 2020      | LAA       | AL 西     | 66歳      | 60    | 26    | 34    | .433  | 4 / 5            |          |                     |
| 2021      | LAA       | AL 西     | 67歳      | 162   | 77    | 85    | .475  | 4 / 5            |          |                     |
| 2022      | LAA       | AL 西     | 68歳      | 56    | 27    | 29    | .482  | 2 / 5            | 途中解任 |                     |
| MLB：19年 | MLB：19年 | MLB：19年 | MLB：19年 | 2599  | 1382  | 1216  | .532  | -                | -        | 32勝35敗            |

- 2022年6月時点。
- 年度の太字は最優秀監督賞受賞。
- 順位の太字はプレーオフ進出（ワイルドカードを含む）。
- WS…ワールドシリーズ、LCS…リーグチャンピオンシップシリーズ、DS…ディビジョンシリーズ、WC…ワイルドカードゲーム（ワイルドカードシリーズ）。

### 表彰
- アメリカンリーグ最優秀監督賞：2回（2008年、2011年）
- ナショナルリーグ最優秀監督賞：1回（2015年）

### 背番号
- 70（1995年 - 2022年）